# Teileinkünfteverfahren
Das Teileinkünfteverfahren ist ein Verfahren zur steuerlichen Behandlung von Einnahmen aus Beteiligungen an Kapitalgesellschaften. Das Verfahren trat im Zuge der Unternehmensteuerreform 2008 in Deutschland ab dem Veranlagungszeitraum 2009 an die Stelle des vorherigen Halbeinkünfteverfahrens, welches in Deutschland 2001 das seit 1977 geltende Anrechnungsverfahren abgelöst hatte.

## Anwendungsbereich
Die Besteuerung ist davon abhängig, ob der Anteilseigner eine natürliche Person, Personengesellschaft oder eine Kapitalgesellschaft ist:

### Natürliche Person oder Personengesellschaft
Im Zuge der Unternehmensteuerreform 2008 wurde die Einführung eines gesonderten Steuertarifs für Kapitaleinkünfte i.H.v. pauschal 25 % beschlossen, welcher zusammen mit den dadurch eingeführten Änderungen im Bereich der Kapitalertragsteuer auch als deutsche Abgeltungsteuer bezeichnet wird.
Ausgenommen davon (und damit nach dem Teileinkünfteverfahren zu besteuern) sind Gewinne aus der Veräußerung von Anteilen an Kapitalgesellschaften im Sinne des § 17 EStG (Beteiligung von mind. 1 % am Gesellschaftskapital innerhalb der letzten fünf Jahre). Das Gleiche gilt für betriebliche Kapitalerträge: Werden Erträge aus Beteiligungen an Kapitalgesellschaften im Betriebsvermögen eines Einzelunternehmens oder von einer Personengesellschaft vereinnahmt, tritt an die Stelle des bisherigen Halbeinkünfteverfahrens das Teileinkünfteverfahren. Im Einzelnen (aber nicht abschließend!):
- Ausschüttungen
  - Beteiligung im Betriebsvermögen: Teileinkünfteverfahren
  - Beteiligung im Privatvermögen: Regelfall ist die Abgeltungsteuer (vereinfacht, Details siehe § 32d Abs. 2 Nr. 3 EStG)
    - Beteiligung ab 25 % im Privatvermögen: Wahlrecht zum Teileinkünfteverfahren mit Auflagen, Regelfall Abgeltungsteuer
    - Beteiligung von mindestens 1 % und der Voraussetzung, dass der Anteilseigner beruflich für die Gesellschaft tätig ist: Wahlrecht zum Teileinkünfteverfahren mit Auflagen, Regelfall Abgeltungsteuer
- Veräußerungsgewinne
  - Beteiligung im Betriebsvermögen: Teileinkünfteverfahren
  - Beteiligung im Privatvermögen: Regelfall ist die Abgeltungsteuer
    - Beteiligung ab 1 % (§ 17 EStG): Teileinkünfteverfahren

### Kapitalgesellschaft
Ist der Anteilseigner eine Kapitalgesellschaft, sind Ausschüttungen von Kapitalbeteiligungen wie bisher nach § 8b Abs. 1 Körperschaftsteuergesetz (KStG) in vollem Umfang steuerfrei, sofern die Beteiligung mindestens 10 Prozent beträgt (vgl. § 8b Abs. 4 KStG) (Beteiligungsprivileg). Gewinne aus der Veräußerung von Kapitalbeteiligungen sind unabhängig von einer Mindestbeteiligung körperschaftsteuerfrei (§ 8b Abs. 2 KStG). Allerdings gilt jeweils ein pauschales Betriebsausgabenabzugsverbot von 5 % der jeweiligen Ausschüttung bzw. des Veräußerungsgewinns nach § 8b Abs. 5 KStG (sog. Schachtelstrafe). Die Steuerfreiheit tritt somit nur zu 95 % ein. Die Kapitalgesellschaft darf dafür jedoch sämtliche Ausgaben, die mit diesen Beteiligungen in Zusammenhang stehen, als Betriebsausgaben geltend machen. Dies gilt nicht für Wertverluste der Beteiligungen (Veräußerungsverluste oder Teilwertabschreibungen). Eine weitere Einschränkung bei der Geltendmachung von Verlusten ergibt sich seit dem 1. Januar 2008 infolge des Jahressteuergesetzes 2008: Bei einer direkten oder indirekten Beteiligung von 25 % und mehr dürfen nach § 8b Abs. 3 KStG auch keine Verluste aus Darlehen, die der Gesellschaft gewährt wurden, geltend gemacht werden.

## Verfahren
Dividenden, GmbH-Gewinnanteile und entsprechende Veräußerungsgewinne sind zu 60 % in den steuerpflichtigen Gewinn einzubeziehen. Damit wird die bisherige hälftige Steuerbefreiung im Rahmen des Halbeinkünfteverfahrens auf eine Steuerfreistellung von 40 % zurückgeführt (§ 3 Nr 40 EStG). Korrespondierend wird der berücksichtigungsfähige Anteil der Werbungskosten nach § 3c Abs. 2 EStG auf 60 % angehoben. Die Senkung des Körperschaftsteuersatzes von 25 % auf 15 % und die Nichtabzugsfähigkeit der Gewerbesteuer ab 2008 wirken sich ebenfalls auf das Ergebnis aus.

### Fall A: Leitender Angestellter
Leitender Angestellter der Kapitalgesellschaft mit Aktienbeteiligung über 1 %, 2009 Wahlrecht nach § 32d Abs. 2 Nr. 3 EStG, Teileinkünfteverfahren gewählt, 2007 und 2008 pers. Steuersatz 42 %
|                                                | 2009     | 2008     | 2007      |
| Gewinn Kapitalgesellschaft vor Ertragssteuern  | 100,00 € | 100,00 € | 100,00 €  |
| – Gewerbesteuer rund 14 % / 20 %               | 14,00 €  | 14,00 €  | 20,00 €   |
| – Körperschaftsteuer 15 % / 25 %               | 15,00 €  | 15,00 €  | 20,00 €** |
| – Solidaritätszuschlag auf KSt 5,5 %           | 0,83 €   | 0,83 €   | 1,38 €    |
| = Bardividende (KESt nicht berücksichtigt*)    | 70,17 €  | 70,17 €  | 58,90 €   |
| Bemessungsgrundlage 60 % (50 %)                | 42,10 €  | 35,09 €  | 29,45 €   |
| – Einkommensteuer 42 %                         | 17,68 €  | 14,74 €  | 12,37 €   |
| – Solidaritätszuschlag auf ESt 5,5 %           | 0,97 €   | 0,81 €   | 0,68 €    |
| = verbleiben nach Steuern (Nettodividende)     | 51,52 €  | 54,62 €  | 45,85 €   |
| Veränderung der Nettodividende seit 2007       | +12,4 %  | +19,1 %  | —         |
| Veränderung der Einkommensteuer seit 2007      | +42,9 %  | +19,2 %  | —         |
| Veränderung der Unternehmenssteuern* seit 2007 | −37,8 %  | −37,8 %  | —         |

* Unternehmenssteuern sind Gewerbe-, Körperschaftsteuer und Solidaritätszuschlag.
** 25 % von 80,00 €, da die Gewerbesteuer angerechnet wird.

### Fall B: Geringverdiener
Geringverdiener und Kleinaktionär mit Beteiligung kleiner 1 %, kein Wahlrecht, aber wegen Günstigerregelung auch 2009 mit einem persönlichen Einkommensteuersatz von 15 % (keine Abgeltungsteuer 25 %):
|                                                | 2009     | 2008     | 2007     |
| Gewinn Kapitalgesellschaft vor Ertragssteuern  | 100,00 € | 100,00 € | 100,00 € |
| – Gewerbesteuer rund 14 % / 20 %               | 14,00 €  | 14,00 €  | 20,00 €  |
| – Körperschaftsteuer 15 % / 25 %               | 15,00 €  | 15,00 €  | 20,00 €  |
| – Solidaritätszuschlag auf KSt 5,5 %           | 0,83 €   | 0,83 €   | 1,10 €   |
| = Bardividende (KESt nicht berücksichtigt*)    | 70,17 €  | 70,17 €  | 58,90 €  |
| Bemessungsgrundlage 100 % (50 %)               | 70,17 €  | 35,09 €  | 29,45 €  |
| – Einkommensteuer 15 %                         | 10,53 €  | 5,26 €   | 4,42 €   |
| – Solidaritätszuschlag 5,5 %                   | 0,58 €   | 0,29 €   | 0,24 €   |
| = verbleiben nach Steuern (Nettodividende)     | 59,06 €  | 64,62 €  | 54,24 €  |
| Veränderung der Nettodividende seit 2007       | +8,9 %   | +19,1 %  | —        |
| Veränderung der Einkommensteuer seit 2007      | +138,2 % | +19,0 %  | —        |
| Veränderung der Unternehmenssteuern* seit 2007 | −37,8 %  | −37,8 %  | —        |

Für die tatsächliche steuerliche Belastung sind die Günstigerprüfungen im Rahmen des Veranlagungsverfahrens anzuwenden. Hierbei werden die durch die Kapitalertragsteuer (25 %) aufgrund ihres Abzugscharakters zu viel erhobenen Einkommensteuern erstattet. Das Teileinkünfteverfahren ist bei Familien-GmbHs in Verbindung mit Mehrstimmrecht und disquotaler Gewinnausschüttung ein beliebtes Modell zur Steueroptimierung, da bereits Kinder ab Geburt über Schenkungen 25 % der Anteile einer GmbH erhalten können und nach Günstigerprüfung so ca. 15.000 Euro je Kind (Stand 2017) ohne weitere Besteuerung als offene Gewinnausschüttung aus der GmbH entnommen werden können. Über dieses Verfahren lässt sich – idealerweise mit drei Kindern – analog dem Ehegattensplitting eine Art "Familiensplitting" verwirklichen.

## Zeitliche Anwendung
Das Teileinkünfteverfahren im betrieblichen Bereich und für Veräußerungsgewinne i. S. d. § 17 EStG gilt ab dem 1. Januar 2009.

## Kritik
In der partiellen Beschränkung des Werbungskostenabzugs könnte ein Verstoß gegen das objektive Nettoprinzip und damit gegen das aus Art. 3 Abs. 1 GG abgeleitete Leistungsfähigkeitsprinzip gesehen werden.